# Margot Kalinke
Margot Kalinke (Barcin, 23 avril 1909 - Munich, 25 novembre 1981) est une femme politique allemande.